# Szanticska
Szanticska aprófalu Borsod-Abaúj-Zemplén vármegyében, közigazgatásilag Abaújlak külterületi lakotthelye. Széles körben elterjedt vélekedés szerint Magyarország legkisebb lakott települése. Lakossága 3-5 fő.
Már 1979-ben, amikor a Másfélmillió lépés Magyarországon című dokumentumfilm-sorozatot készítették, akkor is a legkisebb falunak számított, és ekkorra már 28 lakosra csökkent a teljes népesség.

## Megközelítése
Szilárd burkolatú úton csak a 2621-es útról, annak majdnem pontosan az első kilométerénél letérve érhető el, de gyalogösvényeken, rövid sétával megközelíthető a 2622-es út, illetve a két út találkozásánál kialakított buszforduló felől is. (A 2622-es úton autózókat az elágazás útjelző táblája is Kupa-Felsővadász-Szanticska felé irányítja.)

## Története
1317-ben említették először. Neve Szent István nevéből származik. A török hódoltság idején híres bortermelő település volt, majd kihalt, de a 18. században újra benépesült. 1870-ben Abaújlakhoz csatolták.
A két világháború között fejlődött, az 1930-as évektől azonban a népesség kezdett elvándorolni, főként az iskola hiánya miatt. 1988-ra már csak egy lakosa maradt a falunak. A szép természeti környezetnek és néhány új lakónak köszönhetően azonban üdülőhelyként új népszerűségre tett szert.

## Idegenforgalom

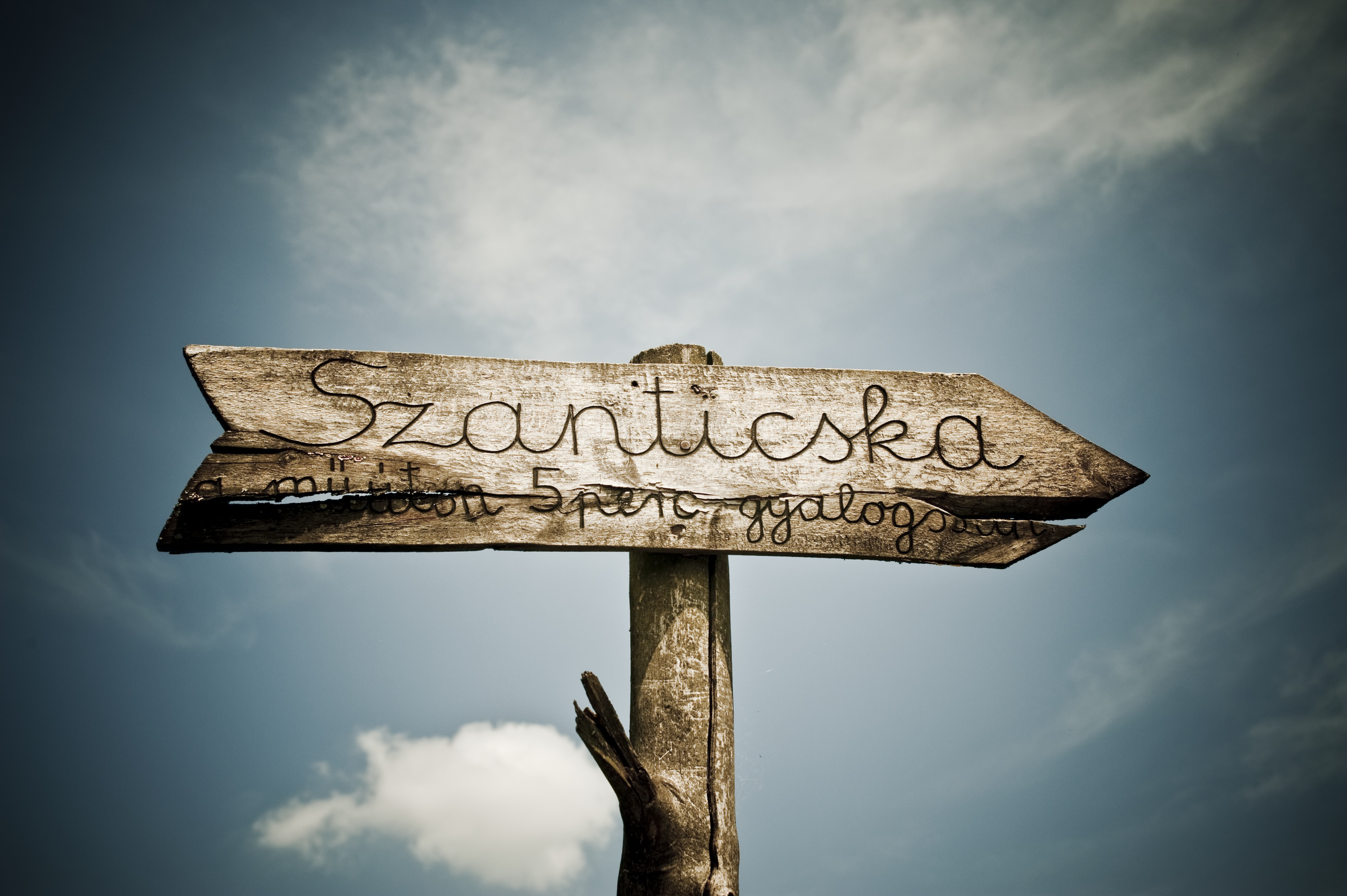
Útjelző. "Szanticska a műúton 5 perc gyalogosan"

A falu 19 házból és 2 templomból áll.
A Cserehát dombjai között megbúvó pici falu egyedi, mind a 19 háza nyaraló, vendégház. Családi és baráti társaságok, hobbi- és érdeklődési körök, klubok, közösségek szervezett kirándulásainak  nyújt utánozhatatlan helyszínt. Az ifjúsági és gyermektábor régi falusi környezetben a falu végén található. A zsákfaluban nincs forgalom, nincs zaj, fedett teraszok, filagóriák, árnyas ligetek, várják az idelátogató vendégeket.

## Egyéb adatok
- Irányítószám: 3815
- Hívószám: 46

## Külső hivatkozások
- Szanticska az utazom.com honlapján
- A Kastélyutak.hu cikke
- Képgaléria
- Szanticska, a falu, ahol hárman laknak